# Parolamia rudis
Parolamia rudis är en skalbaggsart som beskrevs av Samuel Hubbard Scudder 1878. Parolamia rudis ingår i släktet Parolamia och familjen långhorningar. Inga underarter finns listade i Catalogue of Life.